# 터무니없는 스킬로 이세계 방랑 밥
《터무니없는 스킬로 이세계 방랑 밥》은 에구치 렌이 집필한 일본의 라이트 노벨 소설이다. 본래 2016년 1월 〈소설가가 되자〉에서 처음 투고됐으며, 2019년 9월 25일부터 오버랩 노벨즈(오버랩)이 마사가 담당한 일러스트와 함께 서적화했다. 2023년 4월 기준으로 총 14권이 출판됐다. 주인공은 요리를 좋아하는 회사원 무코다 츠요시로, 그가 사고로 판타지 세계에 소환되자 영웅이 되기를 거부하고 일본의 식재료를 조달하는 그만의 특수능력으로 미식의 모험을 하는 내용을 그렸다.
2017년 3월부터 오버랩의 웹코믹 사이트 〈코믹가르드〉에서 아카기시K가 작화를 맡은 만화판이 연재되기 시작했다. 또한 2018년 8월 〈코믹가르드〉에서 후타바 모모가 작화를 맡은 외전만화 《터무니없는 스킬로 다른 세계 방랑메시스이의 대모험》이 연재시작됐다. MAPPA가 제작한 TV 애니메이션판이 2023년 1월부터 3월까지 방송됐다.

## 줄거리
프롤로그
요리가 취미인 지극히 평범한 샐러리멘 무코다 츠요시 (무코다)는 용사 소환에 의해 3명의 소년소녀들과 함께 이세계 레이세헬 왕국으로 소환되고 만다. 그곳은 마왕과 마물이 존재했고, 모험자들이 활약하는 검과 마법의 판타지 세계였다.
그러나, 치트급 전투 스킬과 마법을 갖춘 용사로 감정된 소년소녀들과는 달리 "말려든 이세계인"으로 감정된 무코다는 사치 삼매경에 빠져 보이는 국왕 부부의 모습에서 여러모로 살피고 스스로를 쓸모 없다고 평가하며 당장의 생활비만 받고 성을 떠나겠다는 제안을 한다,
하지만, 무코다의 고유 스킬 "인터넷 슈퍼"는 돈을 지불하는 것으로, 원래의 세계로부터 다양한 상품을 주문할 수 있는 데다가, 원래 세계의 식재료를 먹으면 "스테이터스가 일정시간 오른다"라고 하는 대단한 치트 능력을 갖고 있었다.
초반
거리 탐문 결과, 전쟁으로 국경 봉쇄가 되기 전 국외 탈출을 결심한 무코다는 모험가 파티 아이언 윌을 고용해 이웃 레온하르트 왕국으로 떠난다.
그 길에서 무코다가 만든 쇼가야키 냄새에 이끌려온 전설의 마수 펜리르를 만나게 된다. 요리의 맛 때문에, 강제로 종마 계약을 맺게 된 무코다는, 그 마수에게 페르라고 이름을 지어준다. 그 이후로 먹보 페르에게 밥을 먹이며 여행을 계속하게 된다.
이후, 들른 거리에서 모험가 길드와 상인 길드에 등록한 무코다는 이웃나라로 향한다. 페르의 강압적인 실천 훈련으로 공격 마법을 습득한 무코다는 쓰레기를 녹이거나 회복제를 생성할 수 있는 치유계 슬라임 스이를 종마로 만든다.
그리고, 바람의 여신 닌릴의 신탁에 의해 단 것에 눈이 돌아간 여신에게 정기적으로 "이세계의 단맛"을 공양하게 된 무코다는, 염원이엇던 스킬 "여신의 가호 (小)"를 받게 되었다.
더욱이 닌릴에게 공양을 바치고 있다는 사실이 다른 신들에게 들켜버린 무코다는 아름다움을 위해 화장품을 요구하는 흙의 여신 키샤르, 지구 음식에 흥미가 많은 물의 여신 루사르카, 맥주에 눈 돌아간 불의 여신 아그니, 심지어 위스키를 요구하는 대장간의 신 헤파이스토스, 전쟁의 신 바하군들로부터 공양을 반 강제로 강요받아, 가호를 받고 무코다의 종마들은 더욱 치트화되어 간다.
중반
그 후에도 픽시 드래곤 도라짱이나, 에이션트 드래곤 곤 할아버지가 동료가 되어 일행은 무코다 자신을 포함해 주위를 휘감으면서도 모험과 미식의 여행을 계속해 나간다.

## 등장인물
목소리 항목은 특기가 없는 한, TV 애니메이션판에서의 성우.

### 주요인물
레온하르트 왕국을 중심으로 활동하고 있는 1명과, 4인의 모험가 파티. 펜리르의 존재로 국익으로서 나라에서 귀하게 여겨지고 있다.
무코다 / 무코다 츠요시 (向田剛志)
목소리 - 우치다 유마 / 호소야 요시마사 (보이스 드라마판, 드라마CD판)
이세계로부터 용자 소환에 휘말린 일본인
작중에서는 귀족 정도만 성을 갖고 있기 때문에 이름으로 성인 무코다를 쓰고 있다.
27살의 독신 직장인. 겉모습은 어디에나 있을 법한 평범한 분위기의 중간 체격, 중간 키의 청년으로, 만화판에서는 다소 쳐진 눈매를 가진 얼굴로 그려졌다.
성격은 나약하고 약한 무사안일주의자로, 우유부단함도 다소 있지만, 상식적이고 요령은 좋다.
작중에는 다양한 요리를 잘하지만, 현실 세계에 있을 때부터의 것으로, 학창시절 다양한 음식점 아르바이트 경험에서 비롯된 것이다.
과거 연인이 생긴 적이 한번도 없고, 좋은 사람으로 끝나는 전형적인 우유부단한 타입으로 여자운이 괴멸적.
함께 소환된 용사들이 높은 스테이터스와 다양한 전투 스킬을 얻은 반면, 무코다의 스테이터스는 일반인보다 조금 강한 정도. 보유 스킬도 이세계인 공통은 '감정', '아이템 박스'이외에는 '인터넷 슈퍼'뿐이며, 전투 스킬을 전혀 가지지 않았기 때문에 쓸모없는 취급을 받는다.
왕족을 수상쩍게 여겨 용사가 아닌 덕분에 자립을 제의하고 국외 탈출을 꾀했다. 모험자 파티 (아이언 윌)에게 호위를 의뢰해 이웃 나라로 이동 중. 인터넷 슈퍼에서 구입한 식재료나 조미료와 현지 조달한 고기 등으로 요리를 만들던 중, 펜리르가 냄새를 맡아 본의 아니게 종마 계약을 하고, 페르라고 이름을 지어줬다.
원래는 스킬을 살려 상인을 목표로 하고 있었지만, 페르의 식사 사정도 있어 상인 길드와 동시에 모험자 길드에 등록하고, 모험자로 활동하게 된다. 그리고 길에서 페르와 같은 경위로 슬라임인 스이나 픽시 드래곤의 도라짱을 종마로 계약했다.
종마들이 사냥해 오는 사냥감이 모두 높은 등급이기 때문에 해체한 소재의 고액 매각이 계속되어 판매에는 끝이 없다. 모험가 옆에서 상인으로서 친한 람베르토 상회에 상품을 도매하고 있다.
모험가로서의 등급은 길드 등록 시점에서는 최하급 G등급이었으나, 종마들에 의한 마물 대량 토벌과 난관 던전 답파 때문에, 길드 마스터의 권한으로 F~D 등급을 건너 뛰고 C등급으로, 다시 B등급을 건너뛰고 A등급으로, 최종적으로는 최상급인 S등급까지 무시험으로 승격했다. 상인 길드의 등급은 최하급인 아이언 등급이다.
다른 용사들과 달리 무기 훈련을 받지 않았기 때문에, 전투 기술은 자기식 완전 초보. 마법은 페르의 강압적인 강제 스파르타식 훈련을 통해 불과 흙 마법의 스킬을 얻을 수 있었다. 레벨업에 따라 청각과 요리사의 기술이 향상되고 있다. 종마의 이름처럼 이름 짓는 센스는 전무하다.
불과 흙 마법의 사용자로, 나중에 바람, 불, 흙의 여신과 창조신의 가호 (모두 랭크는 소(小))를 부여받는다 (창조신의 가호 소의 효과로 수명이 대폭 늘어나, 그 영향으로 종족이 일단 사람이 되었다). 마을에서 지내는 것 외에는 거의 야영 생활이었지만, 나중에 카레리나에 대저택을 사서 그것을 관리하는 노예들의 주인이 되었다.
던전을 여러 개 공략한 결과, 그 보상으로 여러 개의 마검을 소유하고 있는데, 어느 것도 매각할 수 없는데다 소동이 벌어질 것으로 판단해 아이템 박스에 수납했다.
고독한 요리사라는 칭호에 영향을 받아서인지 '감정' 스킬이 식품 관련 특화되기 시작하면서 식용 가능 여부와 식재료의 맛을 알 수 있게 되고 있다.
IF스토리에서는 용사들 3명을 설득해 엘만 왕국으로 도망친다. 모험가로 사는 그들의 보호자로서 식사를 제공하고, 자신은 상인으로서 성공을 거두었다. 그래서 종마들과는 만나지 않았다.
고정 스킬 : 인터넷 슈퍼
현대의 지구 물자를 이세계의 자금을 충전함으로써 구입하고, 이세계로 소환할 수 있다. 지구의 식재료는 섭취자의 상태를 변화시키지만, 각각에 시간 세한이 있다. 또한 계절마다 라인업은 변화하고 무코다가 특정 레벨에 도달함으로써 새롭게 세입자가 선택할 수 있게 되기도 한다.
실제로 지구의 인터넷 및 인터넷 슈퍼에 연결되어 있는 것은 아니며, 어디까지나 "인터넷 슈퍼"를 스킬이 재현하고 있을 뿐, 상세한 것에 관해서는 이세계의 창조신인 데미우르고스조차도 알 수 없다고 한다.
TV 애니메이션판에서는 이온 외 협력 기업에 의해 실제 인터넷 슈퍼 화면, 실제 상품 등의 화상이 사용되고 있다.
보유 스킬 (굵은 글씨는 처음에는 없었고, 나중에 신들이 준 것)
아이템박스 (시간 경과 없음. 용량 무한대), 감정, 불마법, 흙마법, 완전방어, 경험지 배로 획득
직업
휘말려버린 이세계인. 모험가?, 요리사
칭호
고독한 요리사
페르
목소리 - 히노 사토시 / 스기타 토모카즈 (보이스 드라마판, 드라마CD판)
전설의 마수로 꼽히는 수컷 펜리르. 무코다의 첫번째 종마. 바람의 여신 닌릴의 권속으로 등장 초기부터 가호를 가지고 있었다. 1014세. 스이에게서는 페르 아저씨 라고 불리고 있다.
바람의 여신 닌릴과 전쟁의 신 바하군의 가호를 가졌다.
무코다의 호칭은 "너(오누시)" (딱 한번 주인(아루지)라고 부르기도 했다).
발광 효과가 있는 아름다운 은빛 털과 손발이 붉게 물들어 있는 것이 특징. 정식 종마 멤버 중 가장 연장자인 만큼 풍부한 지식을 가지고 있으며, 사람의 문자도 읽을 수 있다. 고기와 어패류를 좋아하는 먹보로, 야채는 싫지만 못 먹는 것은 아니다. 목욕을 너무 싫어한다.
자존감이 높고 존대한 성격으로 사람들을 깔보고 있으며, 무코다 이외의 명령에는 나라를 망칠 정도의 적의를 보인다. 하지만 어린이 등 약자에게는 송곳니를 보이지 않는 것 외에 스이에게는 달콤한 점이 있다. 또 도라짱 왈 "걱정병"으로, 무코다를 노리는 적에게는 절대 용서가 없고 비교적 과보호. 의외로 단순해서 볼거리를 빼앗기면 기분이 상하는 면도 있다.
인간 앞에 모습을 드러내는 것은 300년 만이라고 할 정도의 극도로 희소한 종으로, 또 그 힘도 "한 마리로 나라를 망칠 수 있다"라고 할 정도이다. 레벨적으로는 거의 캔스트 상태에 있는 자답게 B등급 록버드도 거의 순살할 정도의 경이로운 전투력을 가지고 있다.
무코다가 만든 레드보어 쇼가야키 냄새를 맡아 모습을 드러내, 무코다의 종마가 되는 대신 식사를 제공받기를 원했다. 무코다와 "내가 먹을 만큼은 내가 잡아오겠다"는 약속을 해, 싸움 중독자이자 키마이라에서 드래곤까지 사냥해오자 길드에게 해체 작업을 부탁하는 무코다는 골머리를 앓고 있다.
보유스킬
바람ㆍ불ㆍ물ㆍ흙ㆍ얼음ㆍ전기ㆍ신성ㆍ결계ㆍ회복 마법, 감정, 손톱 참격, 신체강화, 마법 공격 내성, 마력 소비 경감, 전투 강화
스이(スイ)
목소리 - 키노 히나 / 쿠노 미사키 (보이스 드라마판, 드라마CD판)
슬라임. 무코다의 두번째 종마. 평소에는 무코다 가방 안에 들있다. 1인칭은 "스이". 만났을 당시에는 생후 3일 된 베이비 슬라임으로, 빅 슬라임을 거쳐 5권에서는 휴즈 슬라임으로 진화했다. 슬라임이기 때문에 말은 못하지만, 무코다 일행과는 염화(念話)로 대화 가능.
물의 여신 루사르카의 가호와 대장간의 신 헤파이스토스의 가호를 가졌다.
스핀오프 만화 『스이의 대모험』의 주인공.
무코다를 "주인(あるじ)", 페르를 "페르 아저씨"라고 부른다.
파티 중에서는 최연소로, 성격, 미각, 언행까지 포함해 어린 아이이다. 조금 눈치 없는 부분은 있지만, 매우 솔직하고 응석받이 성격이라 무코다 일행으로부터 굉장히 사랑받고 힜다. 의외로 무서운 줄 몰라, 페르와 곤 할아버지의 일촉즉발 상태를 충고한 적이 있다.
언젠가 페르의 결게 속에 있었기 때문에, 무코다가 페르에게 물었더니 슬라임은 기본적으로 뭐든지 먹는다고 해서 인터넷 슈퍼에서 나온 이세계의 쓰레기를 먹이다 보니 어느새 종마 계약이 성립되어 있었다.
미각이 있어, 무코다가 만드는 요리에 큰 도장을 찍을 정도의 미식가. 2개의 팔을 대신한 촉수를 뻗어 잡고 먹거나, 음료를 마신다 (병 등의 경우에만 몸에 비스듬히 꽂아 마신다). 무코다가 목욕 후 과일 우유 마시는 법을 따라 허리에 손을 얹은 포즈로 마시기도 했다.
특수 개채로, 통상 크기는 볼링공 정도이며, 색상은 하늘색. 전투 스킬은 산탄으로 맞은 물건을 녹인다 (처음에는 물대포 같았지만, 자라면서 레이저 같은 느낌이 되었다). 스킬 "초거대화"로 전체 길이 10m정도의 거대화도 가능하고, 스킬 "증식"으로 자신의 분신체를 만들어 드롭 아이템의 수집이나, 토벌한 마물의 피를 빼는 등, 손재주가 가능하다. 또한 대장간의 가호로 무코다가 사용하는 조리기구와 무기 등도 생성할 수 있다. 루사르카의 가호에 의한 물 마법에 의한 물 공급, 회복약 생성 (힐링 머쉬룸을 마구 먹어 습득했다). 대장간 등 전투 이외에도 도움이 되는 편리한 이야기 지만, 페르에게 감화되기 시작해 약간 싸움 중독자가 되어가고 있다.
보유 스킬
산탄(酸弾), 물 마법, 회복제 생성, 증식, 초거대화, 대장장이
도라짱(ドラちゃん)
목소리 - 시모노 히로 (보이스 드라마판, 드라마CD판)
수컷 픽시 드래곤. 무코다의 세번째 종마. 116세.
전쟁의 신 바하군의 가호를 갖게된다.
무코다가 부르는 호칭은 "너(오마에)"
빨강에 가까운 분홍색 비늘을 가졌다. 소년과 같은 건방진 말투와 성격으로 자기 주장이 강하고 말쏨씨가 좋고 장난을 좋아하는 면도 있다 (로돌포의 머리를 잡아당기기도 한다). 파티 안에서는 작은 체형이기 때문에 적게 먹는다. 무코다를 따르고 있긴 하지만, 드래곤 미치광이의 엘란도에서는 서투른 의식을 갖는다.
드래곤 종 중에서도 드물고, 모험가에게도 일반적으로 알려지지 않았다. 배고플 때, 무코다가 만든 날개 달린 만두 냄새에 덩달아 나타나 종마 계약을 했다. 겉보기에는 어린 용이지만 이미 성체이다.
작은 외형과는 달리 불과 번개 마법을 휘감아 포탄처럼 파고든다 (페르라도 방심하지 않는 레벨)는 몸싸움 공격을 특기로 하고 있어, 드래곤 종 특유의 브레스 공격은 할 수 없다.
이름은 "도라"가 아닌 "도라짱"까지가 이름으로 등록돼 버렸고, 무코다에게 멋있는 이름이 좋았다고 불평하고 페르와 무코다가 붙인 이름에 관해 투덜거렸다.
보유 스킬
바람, 불, 물, 흙, 얼음, 번개. 회복 마법. 포격. 전투 강화
곤 할아버지(ゴン爺)
수컷 에이션트 드래곤. 무코다의 4번째 종마가 되지만, 300년 한정의 가계약. 3024세.
드래곤 종 중 탑급인 전설급 마수. 페르와 일단은 옛 지인 사이이며, 400년 전, 한 차례 싸움을 했는데 비겼다. 데미우르고스의 말로는 목적이 있어 만든 것이지만, 여러 가지 시행착오를 계속하면서 예상보다 강해져 수명은 2만년 가까이 되었다고 한다. 또, "에이션트 드래곤의 영혼"은 에이션트 드래곤의 영혼을 이용한 세계를 끝내는 궁극의 마법.
그 뒤로는 다른 대륙으로 왔다 갔다 하며 서성이다가 200년 전부터 엘만 왕국 브릭스토 던전으로 들어가 최하층을 침상으로 누워 잠을 자고, 나타나는 블랙 드래곤을 때려눕히고 남은 금은보화를 쌓아두고 있었다. 답파하러 나타난 무코다 일행과 대치하지만, 무코다가 만드는 마늘 스테이크 맛에 감동해 페르처럼 억지로 종마 계약을 했다. 단, 성격 상 300년의 가계약으로 하고 있어, 300년 후에도 계속 할지 말지를 결정한다. 종마 중에서는 날카롭고 날렵하며, 작중 최강의 지위를 가진다. 본래는 검은색 비늘과 산천럼 거대한 모습의 용이지만, 식량 관계로 페르와 같은 크기로 바꾸고 있으며, 비례적으로 능력도 떨어졌다.
보유 스킬
바람, 물, 불, 흙, 얼음, 번개, 신성・결계・회복마법, 감정, 드래곤 브레스 극, 에이션트 드래곤의 숨결, 신체 강화, 물리공격 내성, 마법 공격 내성, 마력 소비 경감, 감정.
궁극 마법
에이션트 드래곤의 영혼

### 신계의 신들

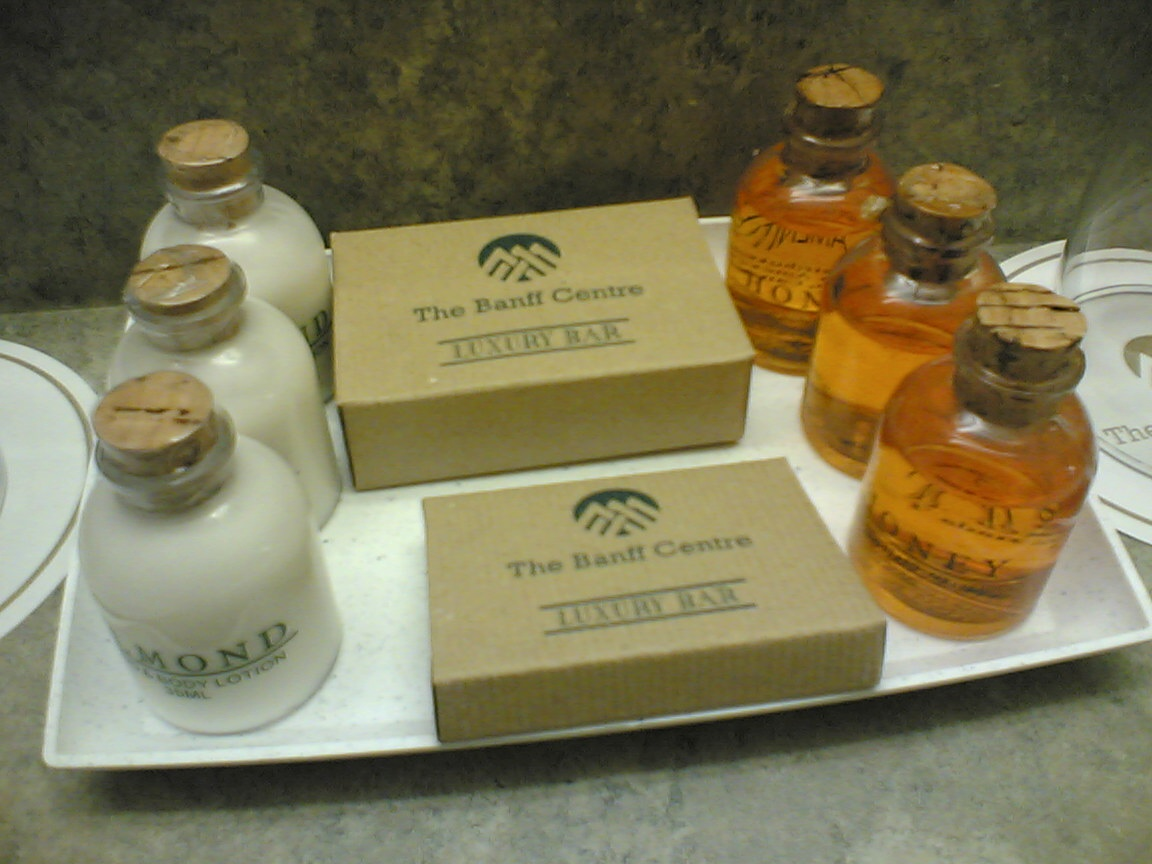
여신 키샤르의 공물인 기초화장품 중 로션

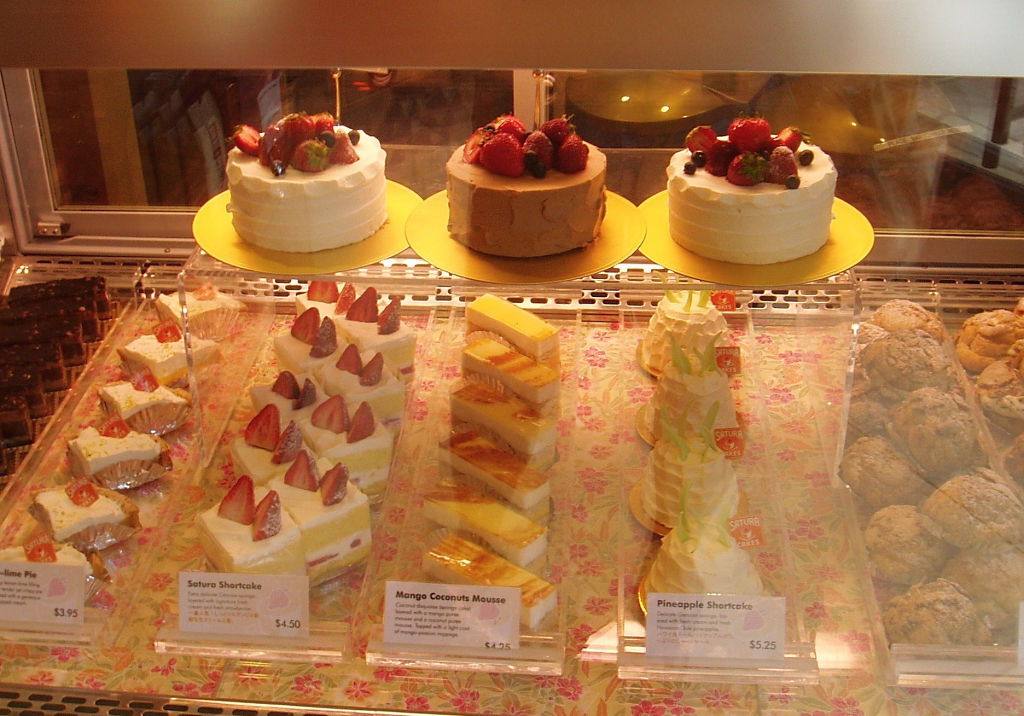
여신 루사르카의 공양품이자 좋아하는 케이크

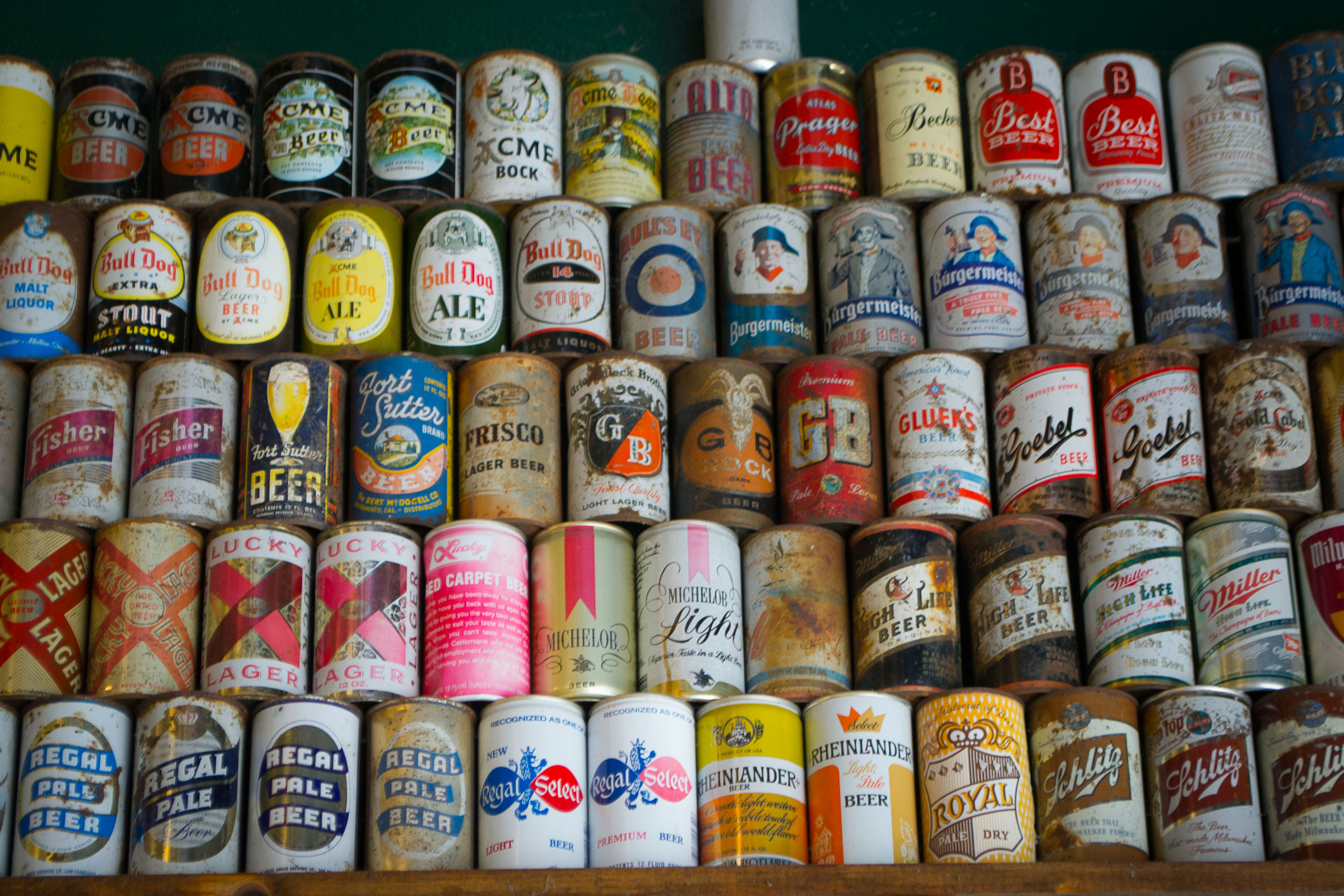
여신 아그니의 공물인 캔맥주

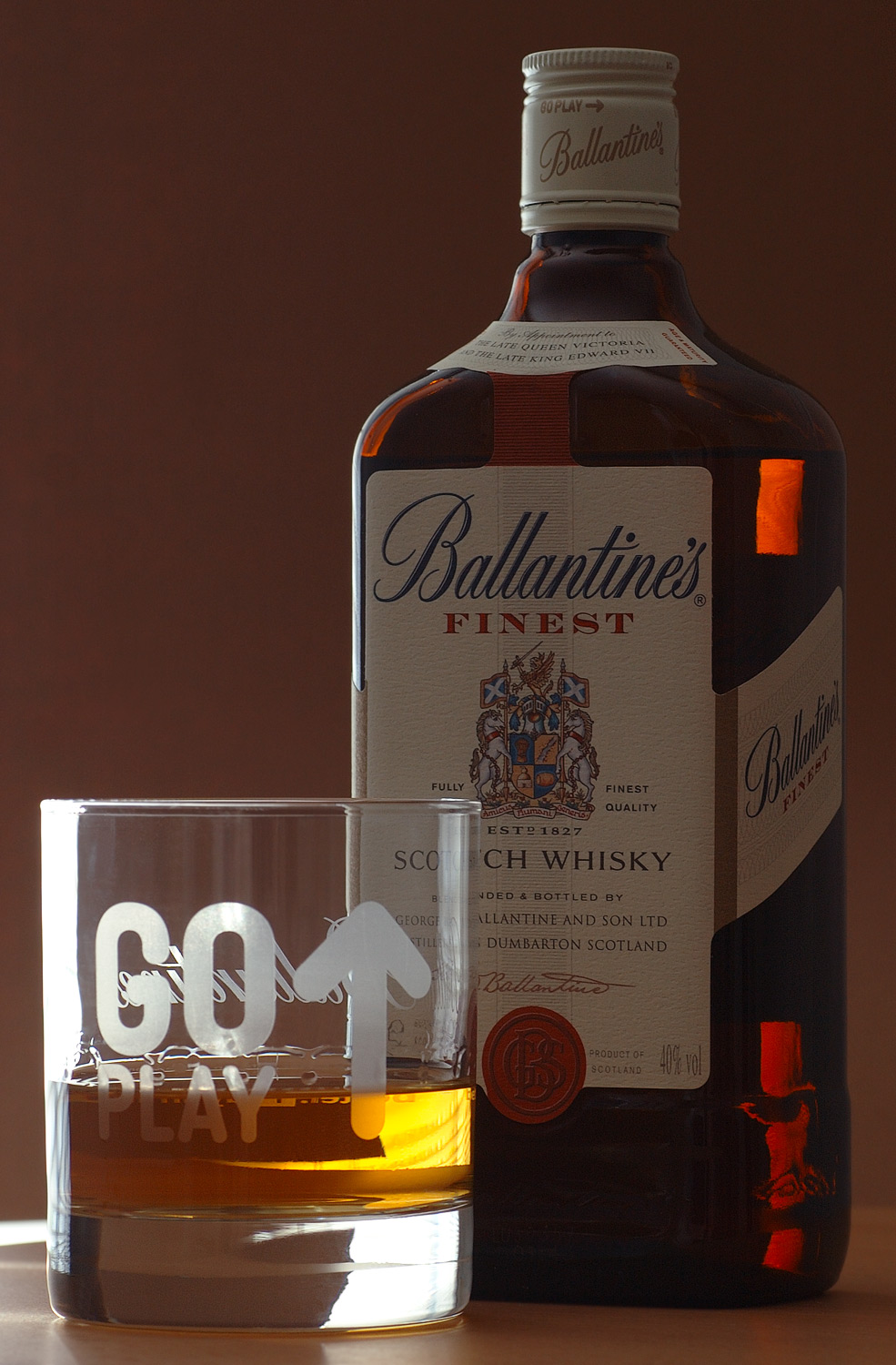
대장간의 신 헤파이스토스와 전쟁의 신 바하군의 공물인 위스키

신계의 사는 신들이며, 여성이면 여신, 남성이면 남신으로 불린다. 스스로 전망이 있는 자에게 가호를 주어 권속으로 삼는다지만, 그러려면 100년 정도 간격을 둘 필요가 있다. 평소에는 궁궐에 틀어박혀 각자 지상을 지켜보고 있으며, 각각의 신들이 가끔 신탁을 내려주고 있다. 매우 장수하나, 불로(不老)는 아니다. 문화 수준은 지상과 거의 비슷하지만, 칼은 없는 모양이다. 무코다와는 목소리로만 이야기하기 때문에, 교회에 있는 신상에서 보았을 뿐, 무코다 자신은 신들의 얼굴을 직접 본 적이 없다. 예외로 루바노프 신이라는 지상 사람들에 의해 마음대로 만들어진 신이 있찌만, 이름만으로는 신으로서는 존재하지 않는다는 것이 창조신 데미우르고스에 의해 전 세계에 폭로되었다.

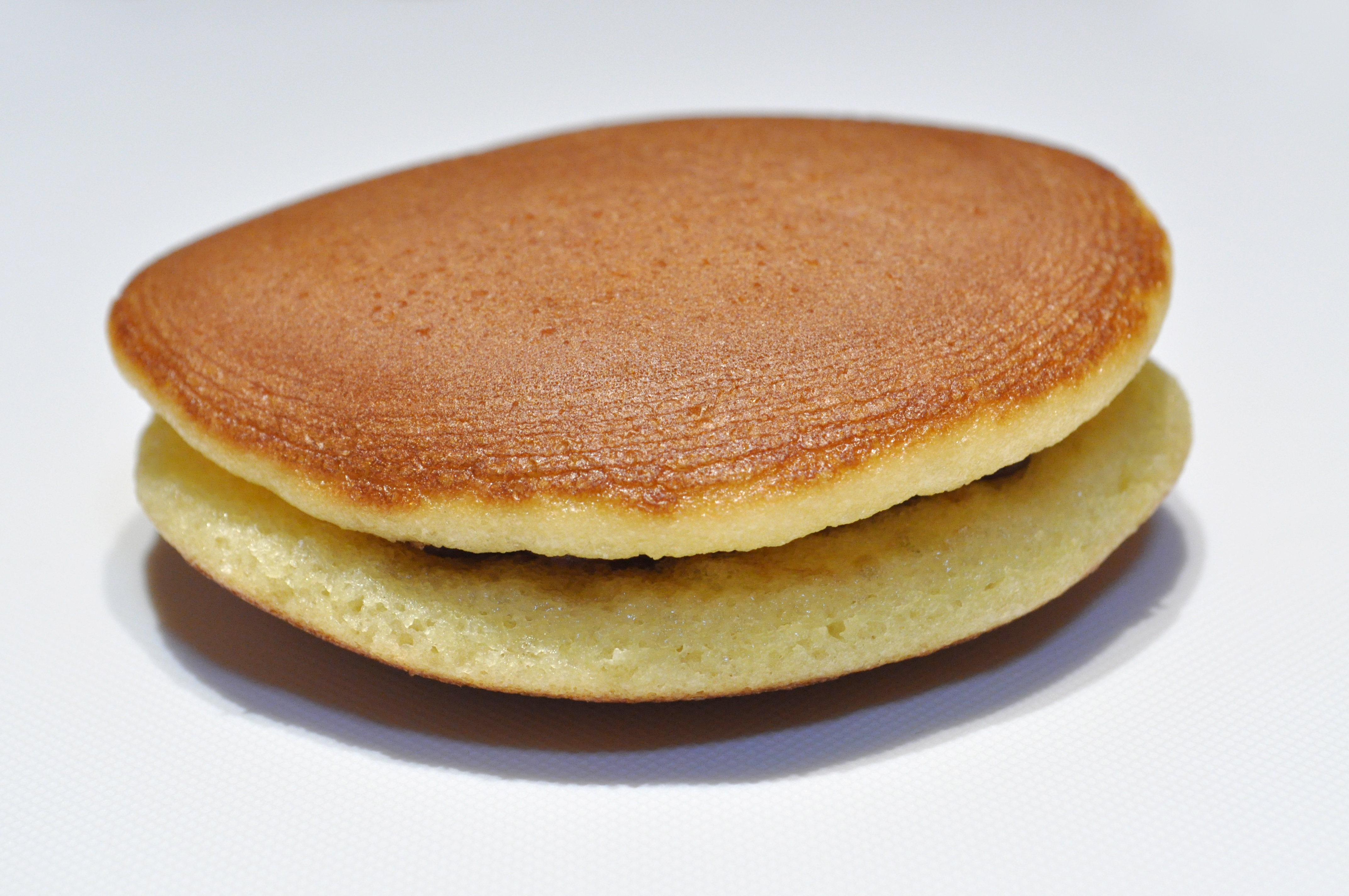
여신 닌릴이 좋아하는 도라야키

닌릴
목소리 - 우치다 마아야 / 사쿠라 아야네 (보이스 드라마판, 드라마 CD판)
바람의 여신. 날씬한 체형의 절세 미녀. 성격은 기분파로, 참을성이 없고 계획성도 없다. 가호를 준 페르를 통해 무코다의 힘을 알고, 무코다에게 가호를 주는 대신 공물이라 칭하며 단 음식을 계속 달라고 요구한다. 신들 중에서는 나이가 가장 많지만, 다른 신들로부터 크게 존경받지는 못한다. 그 언동에서 무코다는 "떼쓰는 여신"이라고 생각하기도 한다. 최근에는 과자를 너무 많이 먹어서 살이 찌는 경향이 있었는데, 창조신 데미우르고스에게 들켜 근신 처분을 받았을 때, 강제로 과자를 끊고 살이 빠졌는데, 다시 과자를 입에 대자 살이 찌기 시작했다.
4대 여신 중 신자 수는 가장 적지만, 그만큼 열성적. 드라마CD판에서는 무코다에게 바람의 사도 칭호를 주려했지만 본인이 거절했다.
키샤르
목소리 - 카이다 유코
흙의 여신. 풍만한 육체를 가진 섹시한 미녀. 요령이 좋은 언니타입이지만, 히스테리적인 면도 있다. 닌릴이 공물을 받고 있는 것을 목격하고, 그것을 다른 여신에게 알려, 다음 공양 때에 난입. 무코다에게 흙 마법에 효과가 있다는 가호를 주고, 대신 공양으로 이세계의 단맛을 희망했지만, 후에 이세계의 미용품에 빠져든다. 풍요와 풍년의 상징이어서 4대 여신 중 신자가 가장 많다.
루사르카
목소리 - 시라스 사호
물의 여신. 과묵한 예쁜 어린아이. 차분하고 이성적이다. 키샤르의 가르침을 받아 공양할 때 난입. 무코다에게 물 마법 적성이 없었기 때문에 가호를 주지 못하고, 다른 여신에게 울면서 교활하다고 할 때, 무코다가 스이를 지명하고 적성도 있었기 때문에 가호를 주고 대신 공양으로 이세계의 물건을 받게 된다. 닌릴과 마찬가지로 이세계의 단맛을 희망하며, 주로 케이크나 아이스크림과 같은 서양과자에 빠져든다. 다른 신들과 달리 계획적으로 소비했기 때문에, 근신 기간 중에도 문제없이 지냈다. 은밀한 즐거움은 스이의 관찰.
아그니
목소리 - 타이치 요
불의 여신. 건강한 갈색 빛깔의 미녀. 체육계이며 지기 싫어하는 성격. 키샤르의 가르침을 받아 공양할 때 난입. 무코다의 불 마법에 효과가 있다는 가호를 주고, 대신 공양으로 이세계의 물건을 받게 된다. 처음에는 다른 술을 좋아하는 신에 대한 노견이 두려워 이세계의 단맛을 희망했지만, 나중에는 이세계의 맥주에 빠져든다.
헤파이스토스
대장간의 신. 남신. 몸집이 작은 근육질 노인. 아그니의 술 냄새를 맡고 공양할 때 난입. 스이에게 가호를 주고 대신 공양으로 이세계의 물건을 받게 된다. 주로 도수가 높은 술에 빠져 있어, 여러 종류를 즐기기 위해 바하군과 공양 예산을 합치고 있다. 바하군과 협력하여 무코다에게 스킬이나 대 언데드용 국보급 마도구 "성각인(聖刻印)"을 주었다.
바하군
전쟁의 신. 남신. 대담한 몸집의 남자. 아그니의 술 냄새를 맡고 공양할 때 난입. 페르와 도라짱에게 가호를 주고 대신 공양으로 이세계의 물건을 받게 된다. 주로 도수가 높은 술에 빠져있어, 여러 종류를 즐기기 위해 헤파이스토스와 예산을 합치고 있다. 헤파이스토스와 협력해 무코다에게 스킬 및 언데드용 국보급 마도구 "성각인(聖刻印)을 줬다.
데미우르고스
창조신. 남신. 무코다가 소환된 세계를 관장하는 최상위 신. 위의 6신이 무코다로부터 공물을 받기 위해 모여있던 곳을 발견하고, 이후 무코다와 접촉하게 된다. 지구의 신과는 아는 사이로, 그 인연으로 사케를 좋아하고, 지구 측의 엔터테인먼트도 어느 정도 알고 있다. 사실 6신에게는 은밀히 무코다로부터 사케와 안주 세트의 공양을 정기적으로 받고 있으며, 대신 가호와 포상의 신탁을 주고 있다. 다만, 신탁의 내용은 대충 짜여져 있어, 전 일본인의 유산이 있는 보물의 은신처를 알려주었으나, 그 안에 전이의 마도구가 있었던 것을 모르거나, 곤 할아버지에 대해 자세히 알려주지 않고 문제가 있으면 말하라고 전했다. 무코다와 함께 소환된 3명도 신경을 쓰고 있어, 큰 부상을 치료시키기 위해 열화판 엘릭서를 손에 넣게 하거나, 이런 저런 일을 하고 있다. 그러면서도 이 세계의 인간에 대해서는 거의 접촉하는 일이 없으며, 인간에게는 지방의 전설이 조금 있을 뿐, 거의 알려져 있지 않지만, 본인은 신경 쓰지 않는다. 지상의 일은 파악하고 있었고, 루바노프교나 제국이 하고 있는 무도한 행실도 관여는 하고 있었다.

### 소환 용자
표면적으로는 평화를 위협하는 마왕을 쓰러뜨리기 위해 레이세헬 왕국에 의해 용자 소환에 의해 지구에서 소환된 인간. 그러나 실제로는 레이세헬 왕국에 의한 타국 침략을 위한 전력으로 소환됐다.
카이토 / 사이토 카이토(斎藤櫂斗)
목소리 - 코바야시 치아키
무코다가 휘말린 용자 소환으로 소환된 용사 중 한명. 고등학생. 높은 스테이터스와 다른 두사람에게는 없는 "성검술"이나 여러 가지의 마법 스킬을 소환 시점부터 소지하고 있다.
무코다와 달리 용자의 입장에 들떠 레이세헬 왕국의 탄원을 흔쾌히 받아들인다. 왕족의 책략에 빠져들다 태도가 싹 바뀐 리오의 모습에 의아해하고, 음모를 알게 되자, 카논과 리오를 데리고 마르벨 왕국으로 도망쳐 일개 모험자 생활을 한다. 나중에 카논과 리오와 결혼한다. 소환 초기에는 무코다의 스킬을 바보 취급했다. 자니스계 꽃미남.
IF 스토리에서는 무코다의 설득을 받아 엘만 왕국으로 망명해, 카논과 리오와 파리를 맺어 모험자로 생활하고 있다. 본편과 달리 무코다의 스킬을 완전히 의지하고 있다.
카논 / 오노 카논(大野花音)
목소리 - 키우치 유카코
무코다가 휘말린 용자 소환으로 소환된 용사 중 한명. 고등학생. 카이토에 버금가는 높은 스테이터스와 다른 두 사람에게는 없는 "성창술"이나 여러 가지의 마법 스킬을 소환 시점부터 소지하고 있다.
카이토와 마찬가지로 용자의 입장에 들떠 있다가 나중에 카이토에게 진상을 묻고 왕국의 책략에서 벗어나기 위해 카이토와 리오와 함께 마르벨 왕국으로 도망쳤다. 청소를 잘하고 요리는 잘 못한다. 장발의 날씬한 체형의 미소녀.
IF 스토리에서는 무코다의 설득을 받아 엘만 왕국으로 망명했다. 카이토와 마찬가지로 무코다의 스킬을 완전히 의지하고 있다.
리오 / 요시다 리오(吉田莉緒)
목소리 - 미유미 슈리
무코다가 휘말린 용자 소환으로 소환된 용사 중 한명. 고등학생. 마법사형의 높은 스테이터스와 다른 두 사람에게는 없는 "성마법"을 포함한 다수의 마법 스킬을 소환 시점부터 소지하고 있다.
카이토와 마찬가지로 용자의 입장에 들떠, 친한 기사에게 주어진 "예속 팔찌"에 의해 자아를 잃고 태도가 변한다. 마물의 습격으로 한쪽 팔을 잃지만, 동시에 "예속 팔찌"도 잃으면서 자아를 되찾고, 카이토와 카논과 함께 마르벨 왕국으로 도망쳤다. 다른 2명과 달리 마법 특화형으로 지원 마법이 특기. 요리를 잘하고, 가정적. 아이돌계의 자그마한 미소녀. 마르벨 왕도의 던전에서 숨겨진 방의 보물상자에 있던 "열화 엘릭서"를 사용해 한쪽 팔을 되찾았다.
IF 스토리에서는 무코다의 설득을 받아 환혹의 마법을 습득하고, 원정에 섞여 엘만 왕국으로 망명했다. 무코다를 무코다씨라 부르며 흠모하고 요리를 배우고 있다.

### 레온하르트 왕국
대륙 동쪽에 위치한 강대국. 인종차별도 없는 평등국가. 강력한 전력을 가지고 있으며, 엘만 왕국과도 동맹을 맺고 있다.
빌렘
카레리나 거리의 모험자 길드의 길드 마스터. 전 A등급. 펜리르를 종마로 한 무코다를 보고 C등급으로 승격시켜 밀린 토벌 의뢰를 요청한다.
무코다가 카레리나 거리를 거점으로 하고 나서는 조력을 아끼지 않고, 여러모로 협력하고 있지만, 무언가를 저지르는 무코다 일행의 행동으로 골치를 썩이는 일도 종종 있다. "신약 모발 파워"로 후퇴한 모발이 극적으로 개선됐다.
람베르트
카레리나 거리에 있는 람베르트 상회의 우두머리. 가게는 다양한 가죽 제품을 취급하고 있다.
도적의 습격을 당했을 때, 무코다 일행에게 구해졌다. 이후 무코다에게 삼푸, 린스, 비누를 구입하고 판매해 크게 성공한다. 아내 마리에게는 대등하게 맞설 수 없다.
무코다의 좋은 이해자로서 저택의 구입이나 그것을 지키는 노예의 구입처 등 여러 가지 조언을 하기도 한다.
마리
람베르트의 아내로, 꽤 미인이지만 강한 사람. 람베르트가 자신의 선물로 하기 위해 산 삼푸, 린스, 비누를 냄새로 눈치채고 사용했더니 마음에 들어, 무코다에게 (압력으로) 양해받고 구입해 파는데 성공해 여성 특유의 커넥션으로 번창시켰다.
요한
카레리나 거리의 모험가 길드의 고기 해체인이며, 고기 해체 기술에 있어서는 발군의 솜씨를 지녔다. 길드 마스터 빌렘이 부재 시에는 대행을 하는 등, 나름대로의 위상은 높다.
길드 마스터 빌렘과 함께 무코다가 들여오는 마수에는 매번 애를 먹고 있다.
로돌포
클레르 거리의 모험가 길드의 길드 마스터. 전 S등급. 드워프. 놀라면 뒤로 넘어진다.
로돌포(드워프)를 처음 본 무코다는 눈을 반짝였다. 나중에 무코다의 종마가 된 도라짱에게 머리르 잡아당겨졌다.
엘란드와는 같은 "햇빛의 단"의 전 파티 멤버이자, 그의 이해자이기도 하다.
엘란드
던전 도시 도란 거리의 모험가 길드의 길드 마스터. 전 S등급. 엘프. 극도의 드래곤 광이며, 드래곤에 관한 것이라면 출입 금지 구역이라도 숨어든다. 도라짱에게 푹 빠졌다. 도란의 던전을 답파한 무코다를 A등급으로 승격시켰다.
괴짜로 유명해 부하 우고르에게 전혀 고개를 들지 않지만, 모험가로서의 실력은 건재하다. 약학이나 마물의 조예가 깊고 뛰어난 해체 기술을 가지고 있어, 무코다의 부탁을 받아 기본적인 해체 방법을 가르쳤다. 무코다와 일시적으로 파티를 짜 에이블링 던전을 공략한다. 일단 길드 마스터로서 도란에 들르고 있는 고등급 모험자들은 위급할 때 소집하기 위해 외운다.
에이션트 드래곤이 동료가 됐다는 소식을 듣고 멋대로 길드 마스터 사표를 본부에 제출했고, 우고르에게는 직접 말하지 않고 편지를 남기고, 무코다의 집까지 달려오고 말았다. 연락을 받고 카레리나에서 온 우고르에게 포박돼 1년간의 감봉과 감시를 받으며, 달아날 경우 전국 지명수배를 받게 된다는 벌을 받게 되었다. 무코다가 자신의 고유 스킬을 밝힌 몇 안되는 인물. 예전 파티 이름은 "햇빛의 단".
요르겐은 삼촌 (할아버지의 남동생)에 해당한다.
우고르
엘란드의 부하이자 부 길드 마스터. 전 B등급. 견식이 넓고 유능한 인물로 상사의 자유분방함에 골치를 앓는 고생꾼. 실질적으로 도란의 모험자 길드를 운영하고 있다. 아내와 아이가 있다.
요란
네이호프 거리의 모험자 길드의 길드 마스터. 랭크 불명. 선인 같은 풍체를 한 노인.
마르쿠스
베를레앙 거리의 모험가 길드의 길드 마스터. 전 A등급. 현역 시절 외눈이 되어 은퇴한 과거를 갖고 있다. 해적과도 같은 풍체를 가진 사나이. 레드 드래곤을 토벌한 공적으로 무코다를 S등급으로 승격시켰다.
나디야
던전 도시 에이블링 거리의 모험자 길드의 길드 마스터. 전 S등급. 거인 공주라는 별명을 가진 덩치 큰 여성.
쟌니노
로센다르 거리의 모험자 길드의 길드 마스터. 랭크 불명. 사람이 좋아보이는 통통한 체형의 소유자. 낮은 등급의 모험자 밖에 모이지 않는 현 상황에 고민하고 있다. 머리카락이 약간 후퇴하고 있다.
브람 아르델스
왕도의 모험자 길드의 길드 마스터. 랭크 불명.

### 엘만 왕국
레온하르트 왕국 북쪽에 위치한 나라. 인종차별도 없는 평등 국가. 강력한 전력을 가지고 있으며, 레온하르트 왕국과도 동맹을 맺고 있다.
이삭 셸번
힐슈펠트 거리의 모험자 길드 마스터. 귀족 출신으로 학교 졸업. 모험자 경험이 없고 사무직의 유능함으로 각 길드를 전전하는 세상 물정 다 아는 사람.
젊은 나이에 스트레스로 인해 바코드 머리로 변했고, 무코다의 동정으로 "신약 모발 파워"를 부여받았다.
트리스탄
던전 도시 브릭스트 거리의 모험자 길드 마스터. 랭크 불명. 모험가보다 상인처럼 겸손하다. 두 던전을 답파한 무코다 일행을 환영했다. 담당은 운영에 관한 것이나 드롭품 등의 매매.
바르톨로메오
트리스탄의 부하이자 부 길드 마스터. 전 A등급. 담당은 모험자에 대한 의뢰나 모험자에 대한 지도.

### 무코다 저택
무코다가 구입한 14명의 노예. 카레리나가(街)를 거점으로 할 수 있도록 구입한 대저택의 관리와 람베르토의 가게에 도매하는 상품의 리필 작업을 맡고 있다.

나중에 사냥 간 섬에서 만난 하이엘프 6명이 마물 해체 기술을 원했던 페르 일행에게 스카우트 되어 이 저택에 살게 되었다.

타바사
전 B등급 모험가. 호랑이 수인. 루크, 어빈 형제의 누나. 누나의 피부에 기가 세고, 경호팀의 리더격. 요리를 매우 못한다. 페터를 좋아한다.
"호랑이 송곳니"라는 파티명으로 동생 2명과 함께 활동하다가 의뢰에 실패해 위약금을 내지 못하고 노예로 전락했다.
무코다의 권유로 바르텔과 함께 노예 동료 교사 역할도 맡고 있다.
루크, 어빈
전 C등급 모험가. 쌍둥이 호랑이 수인. 타바사의 동생이고, 루크가 형, 어빈이 동생. 기세가 좋고, 한마디 불필요 한 것이 옥에 티.
한번, 페르의 식사 안주를 먹고, 철퇴로 오크 무리의 토벌 의뢰에 무코다와 함께 던져졌다. 그러다 보니 한동안 트라우마가 생겨 고기를 먹지 못했다.
바르텔
전 B등급 모험가. 드워프. 연륜이 있어 박식하다.
의뢰에 실패해, 애용하는 무기를 포기하지 않아 위약금을 내지 못하고 스스로 노예로 전락한 괴짜. 타바사와 마찬가지로 노예 동료 교사 역할도 맡고 있다.
페터
전 D등급 모험가. 거인족의 조상회귀. 그래서 체구가 또래에 비해 크다. 말수가 적지만, 성실하고 향상심이 있다.
젊은 모험가 중에서는 유망주였지만, 어머니 치료비 빚으로 노예로 전락했다.
알반 가(家)
농민 출신으로, 흉작으로 인해 노예로 전락한 일가.
가족 구성으로는 아버지 (알반), 어머니 (테레사), 장남 (올리버), 차남 (에릭), 장녀 (롯데)로 5명이다.
무코다가 밭을 개간한 후로는 이세계의 채소를 기르고 있다.
토니 가(家)
병에 걸린 아이야의 치료비를 내지 못해 노예로 전락한 일가.
가족 구성으로는 아버지 (토니), 어머니 (아이야), 장남 (코스티), 장녀 (세리아)로 4명이다.
아이야는 무코다로부터 받은 열화판 엘리서에 의해 완치되었다. 코스티는 무료 학교에 다녔기 때문에 상품 관리를 맡고 있다.
요르겐, 아델라, 베르데, 세르마, 라드미르, 라우라
사냥 간 섬에 살던 하이엘프. 전원 600세를 넘긴 전 모험자.
요르겐과 아델라, 베르데와 세르마, 라드미르와 라우라로 세 쌍의 부부이다.
전쟁의 소용돌이를 피하기 위해 300여 년전 섬으로 이주했다. 이주 당시에는 60명 정도 있었으나, 100년째 되는 해부터 섬을 떠나는 사람이 생기기 시작하여 지금은 6명이 되어 있었다. 종종, 사람들이 사는 거리에 일이 있으면 가는 것을 보아, 인간에 대한 편견은 없다.
종마 콰르텟이 해체 기술을 내다보고 데려왔다
에를란도는 요르겐의 큰 조카 (형의 손자)에 해당한다.

### 모험자
여기서는 파티 별로, 그 리더와 멤버를 기재한다.
<아이언 윌 (鉄の意志)>
리더 : 베르너 (목소리 - 토치 히로키)
팀원 : 빈센트 (목소리 - 쿠마가이 켄타로), 리타 (목소리 - 사사키 리코), 라몬 (목소리 - 아마다 마스오), 프랑카 (목소리 - 후쿠 사나에). C등급 → B등급.
무코다가 레이세헬 왕국 탈출을 위해 의뢰한 모험자 파티. 무코다와 페르의 종마 계약에 입회해 일시적으로 함께 여행을 했다. 무코다에게 모험자 길드 등록을 권유해, 서로 친밀해진다. 헤어진 후에도 무코다의 요리를 그리워하다가 도란의 던전에서 재회한다. 왕도에서 다시 만나 랭크가 올랐음을 알려주었다.
<피닉스 (不死鳥)>
리더 : 라슈
멤버 : 시드르, 헹크, 알로이스, 세사르. C등급.
레온하르트 왕국 카레리나 거리를 거점으로 하고 있어, 친한 람베르트 상회의 화물을 호송 중에 도적의 습격을 당했는데 무코다 일행에게 구해진다. 나중에 헤어진 후, S등급으로 승격한 무코다와 재회한다.
<템페스트 (嵐)>
리더 : 제롬
멤버 : 시릴, 줄리오, 다미안, 프란시스카. A등급.
드란 던전에 도전하던 중, 마물에게 패한 데미안이 빈사의 중상을 입고 말았을 때, 우연히 만난 무코다로부터 상급 포션을 구입해 무사 안일을 얻었다. 무코다에게 가벼운 식사와 포션을 사서 정보를 제공했다.
<섀도우 워리어 (影の戦士)>
리더 : 알론초
멤버 : 클레멘트, 마티아스, 어니스트. B등급.
네이호프의 오크 취락 섬멸 의뢰를 무코다 일행과 달성한다. 후에 에이우블링에서 재회해, 축승회에서 <아크>와도 교류를 가진다. 멤버 전원이 강한 얼굴이지만, 내면은 착실하다.
<스톰 블링거 (嵐の使者)>
리더 : 안톤
멤버 : 필립, 브리지타, 파울, 리비아. E등급.
레온하르트 왕국 네이호프 거리를 거점으로 하고 있는 소년소녀들로 결성된 모험가 파티. 의뢰를 달성하고 돌아오는 길에 바비큐를 하던 무코다 일행을 만나 식사를 대접받는다. 답례로 마을을 안내했다.
<아크 (箱舟)>
리더 : 가우디노
멤버 : 기디언, 시그바르드(드워프), 페오도라(엘프). A등급.
에이블링 던전에 도전 중, 무코다 일행을 만나 식사를 대접받는다. 후의 축승회에서 <섀도우 워리어>와 교류를 가져, 답례로 브릭스트 던전 전이석을 보낸다. 무코다는 페오도라에게 호감을 갖고 있었지만, 5명의 자녀와 손자를 둔다는 것을 알고 포기했다. 롱카이넨에서 재회해 소국군에 있는 방치된 던전에 동행한다.
<트릭스터>
리더 : 제레미아
멤버 : 루밀, 류크. C등급.
엘만 왕국 왕도를 거점으로 활동하는 모험가 파티. 마차의 호위 중에 숲전갈의 습격을 받아 무코다 일행에게 구해졌다. 류크가 독 부상을 입었기 때문에 무코다로부터 수이 특제 중급 포션을 구입해 무사안일을 얻었다. 헤어질 때, 답례로 왕도의 안내를 자청했다.
<펜타그램 (五芒星)>
리더 : 알렉산드로프
멤버 : 파티마, 악셀(수인), 아델미라, 사무엘(드워프). A등급.
브릭스트 던전에 도전 중 세이프 에리어로 도망쳤을 때 마도 스토브로 조리 중인 무코다와 함께 있었다. 식사를 대접받고 답례로 정보를 제공한다.
<엘만 왕국 굴지의 실력파 모험가 파티 (파티 이름 불명)>
리더 : 대검사(大剣使い)
멤버 : 검사, 마도사, 궁사, 부사(斧士), 테이머(종마술사) 등 엘만 왕국 굴지의 모험가 파티. S등급.
모두 이름은 불명. 궁사와 마도사는 여자, 궁사는 엘프, 부사는 수인.
자타공인 실력자이지만 자존심이 강해 동업자들로부터 달갑지 않다. 브릭스트 던전에 도전하던 중, 초답파자의 명예욕에 무코다의 목숨을 노리지만, 페르 일행과의 압도적인 실력차를 보여 전의 상실 후, 보스전에 도전해 전멸했다.

### 그 외
카즈 / 마츠모토 카즈키(松本和希)
고인. 소환 당시에는 대학생. 직업은 현자
무코다가 지내던 지구에서 2년 전에 아스타파피예프 왕국 (무코다가 현재 있는 다른 세계의 600여 년전에 존재했지만 망했기 때문에 현재는 존재하지 않는 나라)에 용자 소환되었다.
무코다와 같이 소환한 나라에 의심을 품고, 스스로 스테이터스를 고쳐쓰고 왕국을 탈출. 모험자로서 각지를 방랑한다. 모든 마법에 특화되어, 마족 대륙에 흥미를 가져 전이 마법을 연구해, 마도구를 개발. 마족, 거인족, 엘프족의 아내를 만나 혼비백산했다.
만년에 자서전을 적어 전이 마도구와 함께 미래의 동포에게 남긴다. 한번은 도적왕의 손에 넘어갔지만, 무코다가 입수했다.
고유 스킬 : 심원(深遠)
마법에 관한 모든 이해력을 높이고, 단시간에 배우고 습득할 수 있다.

## 용어 설명

### 기본 용어
소환 용자(召喚勇者)
옛 의식에 의해 불려진 이세계인의 호칭. 소환 인원은 기본 3명이지만, 그 외에 연루되는 경우도 있다. 모두 용자가 아니라 드물게 카즈와 같은 현자가 있다. 소환할 때 강제로 시공에 구멍을 뚫음으로써 시공이 무리하게 뒤틀려버리기 때문에 금기가 되고, 만약 실패하면 시공에 생긴 구멍이 돌아오지 않고 퍼져나가 양쪽 세계가 붕괴되고 만다. 성공하더라도 소환자들을 원래 세계로 돌려보내는 것은 위험성때문에 불가능하다.
소환된 사람은 직업에 관계없이 시간 경과 없음ㆍ용량 무한대의 아이템 박스와 비교적 높은 수준의 감정 스킬을 갖추고 있어, 다른 세계의 언어에 관해서도 이해할 수 있게 되어 있다.
고유 스킬
습득한 기능 스킬과는 다른 개인 한정 고유 능력. 이용할 수 있는 것은 본인에게만 한정되며, 타인은 그것을 보거나 이해할 수는 있찌만, 이용할 수는 없다. 작중에서는 이세계인 무코다와 카즈가 가진 "인터넷 슈퍼"와 "심원(深遠)"이 해당한다.
상인 길드
나라를 초월한 상인의 조직. 등록자로부터 등록금ㆍ연회비ㆍ세금을 징수하고, 세금은 등록자를 대신해 각국에 납부하고 있다. 등록자는 이 납부금에 의해 각국이나 각 거리로의 입국 및 입국세를 경감 또는 면제받는다.
등록하는 등급은 아이언, 브론즈, 실버, 골드, 미스릴의 5단계로, 등급에 따라 등록금ㆍ연회비ㆍ세금 금액이 다르다.
회원 자격은 1년마다 갱신하는 갱신제로, 연회비와 세금이 체불된 경우, 갱신되지 않는다. 위법한 상거래를 한 경우, 제명 처분도 있을 수 있다.
모험자 길드
나라를 초월한 모험자 조직. 등록자는 상인 길드와 마찬가지로 각국이나 각 거리로의 입국 및 입국세를 경감 또는 면제받는다.
모험자 순위는 G부터 S까지의 8단계. 자신의 등급과 그 바로 한단계 위의 의뢰를 받을 수 있다. 의뢰를 실패할 경우 위약금이 발생한다.
무코다는 이례적인 속도로 S등급을 받았는데, 이는 종마가 비정상적이 때문으로 통상적으로 꾸준히 의뢰를 받아 순위를 올릴 필요가 있다.
의뢰를 받지 않고 일정 기간이 지나면 등록 말소되며, 재등록을 한 경우, 최하급인 G등급부터 다시 시작한다. 등록 말소까지의 기간은 최하급으로 갈 수록 짧기때문에, 갓 등록한 신인은 등록한 지역에서 어쨌든 의뢰를 완료하여 F등급으로 올리는 것이 권장되고 있다. 살인ㆍ약탈 등을 저지른 경우, 제명 처분을 받는다.
그 밖에 모험자가 저지른 행위ㆍ부상ㆍ사망에 대해 길드는 책임지지 않는다.
던전
세계 각지에 존재하는 마물의 소굴. 난이도는 지하층 층수에 따른다. 마물을 쓰러뜨리면 드롭품이나 보물상자를 얻을 수 있찌만, 던전 안에서 죽으면 육체와 의복, 무기, 방어구는 모두 흡수된다. 다만 흡수에는 시차가 있는 것 외에 사체나 가죽 보호구 등 유기물은 흡수가 빠르고, 금속제 무기 등 무기물은 느리다는 시간차도 있다 (모험자가 죽었을 경우, 반나절 정도면 무기 등만 남아있다).
각 층에는 보스로 여겨지는 몬스터가 있는데, 이를 쓰러뜨리지 않으면 아래층으로 가는 것은 기본적으로 할 수 없지만, "전이석"이라는 도구가 있으면 보스를 쓰러트리지 않고 일정 깊이까지 지상과 직접 왕복할 수 있는 던전도 있다.
영양을 얻음으로써 성장을 계속하기 때문에 하나의 생물이라고 하는 측면도 가진다. 던전 내 어딘가에 핵인 던전 코어가 있어, 파괴되면 던전 자체가 붕괴되어 그냥 움막이 되지만, 던전 코어 자체를 찾기는 어렵고, 페르도 할 수 없지는 않지만, 매우 귀찮다고 할 정도. 마소가 짙은 곳이나 높은 등급의 마물(마석가짐)의 시체가 있거나 마소가 쌓이기 쉬운 지형이면 드물게 던전이 자연스럽게 생겨 날 수 있다. 층에 따라서는 마물이 들어오지 않는 세이프 에리어도 갖추어져 있지만, 필드 타입의 계층에는 세이프 에리어가 존재하지 않는다. 던전에 집합한 취락은 그 규모가 커지면서 던전 도시로 불리며, 대량의 모험자들이 모이는 거리가 되고 있다. 정기적으로 내부가 변동하는 고난이도 던전도 존재한다.
던전 코어
각 던전에 존재하는 핵. 항상 계속 이동하고 있어 발견하는 것은 우선 불가능. 의사를 가지고 답파당할 것을 두려워해 도전자들을 음미하고, 몬스터 배치를 각각 새로이 배치한다. 그래서 무코다 일행이 도전 했던 경우, 몬스터가 증가하는 추세였다.
교회
각지에 지어져 있는 각 신들을 모시고 있는 곳. 각 교회에 의해 운영되고 있으며, 신자나 방문한 관광객 등으로부터의 시주나 기부로 운영하고 있다.그래서 신자가 많은 교회에서는 보수를 하거나 운영이 되고 있으나, 신자가 적은 곳에서는 다소 운영이 어렵다. 교회의 가장 안쪽에 신상이 놓여 있어 각 신들의 모습은 이곳에서 볼 수 있는데, 그것이 비슷한 지는 불분명하다.
인간과 접촉하는 일이 거의 없는 데미울고스는 인간에게 거의 알려지지 않아 교회가 없다.
루바노프교
루바노프 신을 숭상하는 인족 지상주의 종교. 그 실체는 루바노프라는 남자가 돈을 모으기 위해 멋대로 만든 것뿐인 사교(邪教). 인족이 많은 나라에서는 국교로 뿌리내리고 있으며, 그 곳에서는 엘프, 드워프, 수인을 사교도(邪教徒)라고 박해하는 원인이 되기도 한다.
신성한 힘을 표방하는 문구로 각 교회에서는 언데드 대책으로 무기에 높은 시주를 지불함으로써 성인(聖印)을 부여할 수 있는데, 그것은 수백년 전 마르벨 왕국의 던전에서 입수한 마도구의 효과에 의한 것으로, 루바노프 신이라는 신은 존재하지 않는다. 진짜 성인은 본산에 엄중히 보관돼 있고, 각 교회에 있는 것은 복제품으로 반쪽짜리 효력밖에 없다. 신도 확산을 위해 활동도 하고 있지만, 자유로운 평등국가에서는 성인 부여를 요구하는 모험자 외에는 상대가 되지 않는다.
무코다 일행에게는 손 대지 말라는 통지을 엘만 국왕으로부터 받았지만, 통지을 무시하고 돈을 요구했다가 무코다 일행에게 쫒겨났고, 엘만 왕국에 대해 국가 방침을 어기고 현저히 국익을 해치는 행위를 했다며 나라에서도 철수해야 했다.
노예
말 그대로의 존재이며, 기본적으로 빚을 갚지 못하거나 범죄행위를 저지르고 포박당하거나, 모험자라도 의뢰 실패로 발생하는 위약금을 물지 못할 경우 노예가 되고 만다. 구입한 주인에 따라 대우는 하늘과 땅만큼 차이가 나며, 무코다의 경우 최상급이라 할 수 있는 취급을 받고 있다. 덧붙여 성노예는 기본적으로 존재하지 않는다.

### 종족
인족(人族)
무코다가 사는 대륙에서 가장 많은 인구를 차지하고 있는 종족. 그 수가 많기 때문에 우위를 주장하는 루바노프교가 탄생하여 다른 종족을 박해하는 나라와 평등성을 주장하는 나라로 극단적으로 나뉘어져 있다. 능력은 좋든 나쁘든 평균적이며, 특징이 없다.
엘프
뾰족한 귀와 단아한 외모가 특징인 종족. 마력이 높고 아이템 박스를 가진 사람이 많으며, 육체는 가볍다. 전체 종족 중 가장 장수하며 수명은 500년 정도. 30세에 성인을 맞이하고, 300세 이후가 되면 서서히 늙어간다. 성격의 특성은 자유분방.
장명종 때문에 혀가 기름진 자가 많아, "맛있는 것을 먹고 싶으면 엘프에게 물어보라"는 속담이 존재한다. 종족 마법은 초목 마법.
드워프
작은 키에 근골이 엄청난 육체가 특징인 종족. 예외없이 전원이 종류 불문하고 술을 좋아한다. 성격의 특성은 완고하고 혈기 왕성한 성질과 손재주로, 모험가나 대장간 일을 하는 사람이 많다. 수명은 2~300년 정도. 모든 종족 중에서는 마력이 낮다.
수인(獣人)
다양한 짐승의 특징을 지닌 종족으로, 전 종족 중 신체능력이 뛰어나 국가에 따라 노동에 혹사당하고 있다. 짐승형 마물과 종류가 같으면 본능적인 상하관계가 존재한다.
마인(魔人)
인간이나 엘프, 수인을 닮았지만 다른 외모를 가진 종족. 수명은 2~300년 정도. 전 종족 중에서도 가장 마력이 뛰어나고 응용의 폭이 넓다. 종족 마법은 흑마법.
거인(巨人)
인족보다 장신인 종족. 남성은 키 250cm 정도, 여성은 키 200cm정도 된다. 무코다 일행이 살고 있는 대륙과는 다른 대륙에 많이 살고 있는 것으로 카즈의 일기를 통해 밝혀졌다.
페터가 거인족의 피를 이은 것으로 보아, 무코다 일행이 살고 있는 대륙에도 살고 있는 것 같지만 작중에는 등장하지 않는다.
하이엘프
겉모습은 엘프와 다를 바 없지만, 수명은 엘프의 2배 이상이라는 장수 종족. 온갖 기능이 뛰어나고 전투능력도 무리지어 오면 페르나 곤 할아버지도 감당할 수 없을 정도로 높다
매우 아름답고, 마력을 비롯해 능력이 뛰어나서 사람을 납치하는 등 악인에게 표적이 되기 쉽다. 이 때문에 외모가 엘프와 구별되지 않아, 엘프인 척, 거리에 섞여 사는 사람도 있는 것으로 알려졌다.

### 지명
레이세헬 왕국
영지 확대를 위해 예로부터 내려오는 용자 소환을 실시하고, 무코다, 카이토, 카논, 리오를 소환했다. 인족(人族) 이외의 엘프, 드워프, 수인을 혹사하는 인족지상주의 국가. 대대로 우매한 왕이 이어졌고, 지금의 왕이 사방에 전쟁을 벌이고 있으며, 최종적으로는 노예병들의 반란과, 주변국의 맹반격을 받아 패전. 왕족과 귀족은 모두 처형되고, 땅은 마르벨 왕국에 병합되었으며, 레이세헬 왕국은 지도 상에서 소멸되었다.
페넨 왕국
인족(人族)지상주의 국가여서 인족 이외의 지위는 낮지만, 최소한의 생활 보장은 있다. 펜리르를 종마로 한 무코다에 눈독을 들였지만, 실패했다.
마르벨 왕국
레이세헬의 서쪽에 있는 이웃나라. 인종차별이 없는 평등주의 국가이지만 주변국이 좋지 않은 나라들이다. 후에, 카이트, 캐논, 리오가 망명해 활동 거점으로 삼는다. 용자의 존재를 왕궁은 파악하고 있지만, 방관하는 것을 관철하고 있다.
엘만 왕국
대륙 북동쪽에 있는 나라. 레온하르트의 이웃이자 평등주의 국가. 레온하르트 왕국과 동맹을 맺고 협력 체제에 있다.
레온하르트 왕국
엘만 왕국 남쪽에 위치한 나라. 무코다가 활동 거점으로 삼고 있는 평등주의 국가. 무코다 일행의 활약으로 2개의 던전이 격파되고, 다른 세계의 음식 문화와 물자가 확산되어 다양한 영향을 주고 있다. 국왕의 명으로는 무코다는 귀족들의 간섭과 모험가 길드의 후원을 받고 있다.
가이슬러 제국
딱딱한 독재 군사국가. 인족(人族)지상주의라기보단 제국민 이외에는 사람으로 보지 않는다. 남의 나라에서 산 노예들에게 입에 담기도 끔직한 소업을 하는 모양이다.
루바노프 신성 왕국
인족(人族) 지상주의 종교 국가. 루바노프교의 본국. 선민사상으로 인족 이외의 종족을 사도로 하여 차별하고 있다. 각국이 국교와 뿌리를 내리고 있어 마르벨, 엘만, 레온하르트와는 적대시하지만, 포교는 행하고 있다. 다만, 엘만 왕국에서는 「국가의 방침에 위배되어 현저하게 국익을 해치는 행위를 했다」며 철퇴를 피할 수 없게 되었다. 데미울고스의 신탁으로 상층부의 악행이 폭로되면서 총본산교회는 종마 콰르텟에 의해 산산조각이 났다.
마족령
레이세헬 북쪽에 위치한 나라. 이 대륙에서 유일한 마인이 살고 나라 이름은 불명. 원래는 다른 대륙에서 살던 난파선의 살아남은 마인들이 터를 잡고, 그 후손들이 살고 있다. 수백년 전만해도 국교는 있었지만, 현재는 쇄국에 가깝다. 레이세헬 왕국의 외부 간섭을 견디지 못하고, 마르베르 왕국과 협력하여 레이세헬 왕국을 멸망시켰다.
우라노스
천공의 숲이라고도 불리는 비경. 그곳에는 다양한 마물 변이종이 존재했고, 백여 년 전 50여 명의 고등급 모험자들이 모여 도전했지만, 돌아온 사람은 단 1명. 그 살아남은 모험자가 "우라노스"를 한 권의 책에 남기고, 그 살아남은 모험자 왈 "사람이 들어서서는 안 되는 곳. 인지가 미치지 못하는 땅이 우라노스다"고 했다.
칼데라
옛 레이세헬 왕국과 크라센 황국을 걸쳐 우뚝 솟은 젤트바 산이라는 비경. 데미울고스가 무코다의 세계를 참고하여 만든 공령이 살아남았으나, 종마 카르텟으로 인해 절멸종을 비롯한 몇몇 공룡이 멸망하였다.
하이엘프가 사는 섬
그린 드래곤의 번식지가 된 섬. 무코다 등은 곤 할아버지의 등을 타고 도달했기 때문에 상세한 장소는 불명. 하이엘프가 사람의 거리로 갈 수 있어 왕래가 어려운 곳은 아닌 것으로 보인다.

## 사회적 평가
1권 발매 직후의 쇼센 북타워에 의한 「라이트 노벨 주간 랭킹」에서 1위가 되었고, 그 다음주에는 재인쇄가 결정되었다. 2016년 11월의 「라이트 노벨 주간 랭킹」에서는 6위였다. 1개월 반 후에는 다시 재인쇄가 결정되어, 3쇄가 발행되었다.
출판물 유통 대기업의 일판이 운영하는 사이트 「ほんのひきだし」에서는 신문예 랭킹에서 2016년 11월 후반의 2위가 되어, 「권수가 많은 시리즈물이 다수 랭크인 하는 가운데, 1권에서 당당히 2위에 랭크인(巻数の多いシリーズものが多数ランクインする中, 第1巻で堂々の第2位にランクイン)」이라고 평가되었다. 12월 전반에는 8위, 전 장르 합계 종합 랭킹에서는 2016년 11월 마지막주 주간 10위를 차지했다.

## 단행본 목록

### 소설
- 작가 에구치 렌 / 일러스트 미야비 『터무니없는 스킬로 이세계 방랑 밥(とんでもスキルで異世界放浪メシ)』 오버랩 (오버랩노벨스). 총 13권 (2022년 12월 25일 기준)
  1. 「돼지 쇼가야키(豚の生姜焼き) × 전설의 마수(伝説の魔獣)」 2016년 11월 25일 발행 및 발매, ISBN 978-4-86554-167-0
  2. 「날개 달린 교자(羽根つき餃子) × 환상의 용(幻の竜)」2017년 3월 25일 발행 및 발매, ISBN 978-4-86554-204-2
  3. 「비프 스튜(ビーフシチュー) × 아무도 가보지 않은 미궁(未踏の迷宮)」2017년 7월 25일 발행 및 발매, ISBN 978-4-86554-239-4
  4. 「바베큐(バーベキュー) × 신들의 축복(神々の祝福)」2017년 12월 25일 발행 및 발매, ISBN 978-4-86554-296-7
  5. 「믹스후라이(ミックスフライ) × 해양의 마물(海洋の魔物)」2018년 4월 25일 발행 및 발매, ISBN 978-4-86554-310-0
    - 「드라마CD 포함 특장판」2018년 4월 25일 발행 및 발매, ISBN 978-4-86554-311-7

  6. 「고기소보로덮밥(肉そぼろ丼) × 거룩한 각인(聖なる刻印)」2019년 1월 25일 발행 및 발매, ISBN 978-4-86554-441-1
  7. 「붉은 살 스테이크(赤身肉のステーキ) × 창조신의 심판(創造神の裁き)」2019년 7월 25일 발행 및 발매, ISBN 978-4-86554-525-8
  8. 「돌가마에서 구운 피자(石窯焼きピザ) × 생명의 신약(生命の神薬)」2020년 1월 25일 발행 및 발매, ISBN 978-4-86554-597-5
    - 「드라마CD 포함 특장판」2020년 1월 25일 발행 및 발매, ISBN 978-4-86554-598-2

  9. 「호르몬 구이(ホルモン焼き) × 폭식의 제전(暴食の祭典)」2020년 9월 25일 발행 및 발매, ISBN 978-4-86554-745-0
  10. 「비프카츠(ビーフカツ) × 도적왕의 보물(盗賊王の宝)」2021년 5월 25일 발행 및 발매, ISBN 978-4-86554-915-7
  11. 「스키야키(すき焼き) × 싸움의 섭리(戦いの摂理)」2021년 11월 25일 발행 및 발매, ISBN 978-4-8240-0046-0
  12. 「닭 카라아게(鶏のから揚げ)×위대한 고룡(大いなる古竜)」2022년 6월 25일 발행 및 발매, ISBN 978-4-8240-0214-3
  13. 「고기완자의 단식초안(肉団子の甘酢あん) × 모험가의 유의(冒険者の流儀)」2022년 12월 25日일 발매, ISBN 978-4-8240-0366-9

### 만화
- 작화 아카기시K / 원작 에구치 렌 / 캐릭터 원안 미야비. 『터무니없는 스킬로 이세계 방랑 밥(とんでもスキルで異世界放浪メシ)』 오버랩 (가르드 코믹스. 총 9권 (2022년 12월 25일 기준)
  1. 2017년 12월 25일 발행 및 발매, ISBN 978-4-86554-297-4
  2. 2018년 4월 25일 발행 및 발매, ISBN 978-4-86554-341-4
  3. 2019년 1월 25일 발행 및 발매, ISBN 978-4-86554-445-9
  4. 2019년 7월 25일 발행 및 발매, ISBN 978-4-86554-529-6
  5. 2020년 1월 25일 발행 및 발매, ISBN 978-4-86554-607-1
  6. 2020년 9월 25일 발행 및 발매, ISBN 978-4-86554-752-8
  7. 2021년 5월 25일 발행 및 발매, ISBN 978-4-86554-923-2
  8. 2021년 11월 25일 발행 및 발매, ISBN 978-4-8240-0055-2
  9. 2022년 12월 25일 발매, ISBN 978-4-8240-0055-2
- 작화 후타바 모모 / 원작 에구치 렌 / 캐릭터 원안 미야비. 『터무니없는 스킬로 이세계 방랑 밥 스이의 대모험(とんでもスキルで異世界放浪メシ スイの大冒険)』 오버랩 (가르드 코믹스. 총 7권 (2022년 12월 25일 기준)
  1. 2019년 1월 25일 발행 및 발매, ISBN 978-4-86554-444-2
  2. 2019년 7월 25일 발행 및 발매, ISBN 978-4-86554-528-9
  3. 2020년 1월 25일 발행 및 발매, ISBN 978-4-86554-606-4
  4. 2020년 9월 25일 발행 및 발매, ISBN 978-4-86554-751-1
  5. 2021년 5월 25일 발행 및 발매, ISBN 978-4-86554-922-5
  6. 2021년 11월 25일 발행 및 발매, ISBN 978-4-8240-0054-5
  7. 2022년 12월 25일 발매, ISBN 978-4-8240-0372-0

## 무료 게임
2018년 5월 2일, RPG 아츠마루에서 게임화 되었다. 게임 제작은 Qpic, 무코다의 목소리는 보이스 드라마와 마찬가지로 호소야 요시마사가 담당했다.

## TV 애니메이션
2023년 1월부터 3월까지 TV 도쿄 계열 등에서 방송되었다. 본편 종료후에는 덤 코너로서 "이세계 한 그릇 더 극장"이 방송된다.
전 프로그램 《체인소맨》에 이어 MAPPA에 의한 단독 제작 작품이 된다. 극중에는 실재 상품이나 조미료가 등장한다 (프로덕트 플레이스먼트). 협력 기업으로서는 이온 리테일, 에바라 식품 공업, 카오, 카고메, 산토리 홀딩스, 하인즈 일본, 롯데 등이 공표되어 있다.
제2기 제작이 결정되었다.

### 스태프
- 원작 - 에구치 렌
- 감독 - 마츠다 키요시
- 시리즈 구성 - 요코테 미치코
- 캐릭터 원안 - 미야비
- 캐릭터 디자인 - 오오츠 나오
- 소품 설정 - 신카와 미도리, 무라마츠 히사오
- 몬스터 디자인 - 츠부키 켄, 오다 히로야스
- 미술 감독・미술 설정 - 아카기 히사코
- 색채 설계 - 카마타 치카코
- 특수 효과 - 타니구치 쿠미코
- 촬영 감독 - 사와다 사호
- 편집 - 사다마츠 츠요시
- 음악 - 코다 마사토, 우타타네 카나, 쿠리 코다 카르테트
- 음악 감독 - 코이즈미 키스케
- 제작 프로듀서 - 키무라 마코토
- 애니메이션 프로듀서 - 오가와 타카히로
- 제작 - MAPPA

### 주제가
「사치스러운 숟가락(贅沢な匙)」
Van de Shop의 오프닝 테마. 작사・작곡・편곡 Van de Shop.
「Happy-go-Journey」
우치다 유마의 엔딩 테마. 작사 hotaru, 작곡 Tom-H@ck, 편곡 우타타네 카나.

### 방영 목록
| 화수   | 제목                                                          | 각본            | 그림 콘티         | 연출                           | 요리 작화 감독                                                         | 작화 감독 | 총작화 감독              | 방송일          |
| ------ | ------------------------------------------------------------- | --------------- | ----------------- | ------------------------------ | ---------------------------------------------------------------------- | --- | ------------------------ | --------------- |
| 제1화  | とんでもスキルは役に立つ 터무니없는 스킬은 도움이 된다        | 요코테 미치코   | 마츠다 키요시     | 마츠다 키요시                  | 이즈미자카 츠카사, 미야시타 쿄카, 무라카미 류노스케, 오가사와라 아츠시 | 칸베 히로유키, 이마오카 히로시, 키비당고 14호, 이즈미자카 츠카사, 나가쿠마 타이치                              | 오오츠 나오              | 2023년 1월 11일 |
| 제2화  | 目立つ従魔は生きる伝説 눈에 띄는 사역마는 살아 있는 전설      | 요코테 미치코   | 니시야마 히로미   | 마츠다 키요시, 니시야마 히로미 | 이즈미자카 츠카사                                                      | 미야치 사토코, 이즈미자카 츠카사, 하루카와 아야코, 니시다 미야코, 키비당고 14호                                | 오오츠 나오              | 1월 18일        |
| 제3화  | 過ぎた力は料理の為に 과한 힘은 요리를 위해서                  | 요코테 미치코   | 카네코 타카히로   | 카네코 타카히로                | 니시다 미야코, 츠부키 켄                                               | 소우자키 노부요시, 오오니시 타카코, 시로쿠마, 사오토메 케이, 마츠바라 카즈유키                                 | 오오츠 나오              | 1월 25일        |
| 제4화  | 地図が無くては始まらない 지도가 없으면 시작할 수 없어         | 요코테 미치코   | 시노하라 파라코   | 시노하라 파라코                | 니시다 미야코, 사코에 사라                                             | 미야치 사토코, 카메타니 쿄코, 노죠 미치유키, 니시다 미야코, 히나타 마사키                                      | 사코에 사라              | 2월 1일         |
| 제5화  | 風の女神は甘味がお好き 바람의 여신은 단맛을 좋아해            | 안도 에리카     | 마츠다 키요시     | 야마자키 코코                  | 니시다 미야코, 왕웨이칭                                                | 미야치 사토코, 하루카와 아야코, 카메타니 쿄코 ,이즈미자카 츠카사, 사오토메 케이, 나카무라 유미, 니시다 미야코  | 오오츠 나오              | 2월 8일         |
| 제6화  | 成長は突然やってくる 성장은 갑자기 찾아온다                   | 무라코시 시게루 | 모리모토 이쿠로   | 사사키 타츠야                  | 무라카미 류노스케                                                      | 칸베 히로유키, 고토 아리히로, 키비단고 14호, 사와이 마키, 이마오카 히로시, 마츠바라 카즈유키                   | 사코에 사라              | 2월 15일        |
| 제7화  | 狼は魔獣と踊る 늑대는 마수와 춤춘다                           | 무라코시 시게루 | 타카하시 켄지     | 타카하시 켄지                  | 나가마츠 잇세이, 한다 료헤이                                           | 소우자키 노부요시, 칸베 히로유키, 사와이 마키, 노죠 미치유키, 마츠바라 카즈유키                                | 사코에 사라              | 2월 22일        |
| 제8화  | ボスキャラはどれも美味い 보스 캐릭터는 모두 맛있다            | 요코테 미치코   | 카와바타 타카시   | 이시카와 이호                  | 왕웨이칭, 미야시타 쿄카, 카와모토 마리코                               | 소우자키 노부요시, 나카쿠마 타이치, 하카마타 유지, 사와이 마키, 이마오카 히로시, 마츠바라 카즈유키             | 오오츠 나오              | 3월 1일         |
| 제9화  | 討伐依頼は金と肉 토벌 의뢰는 돈과 고기                        | 안도 에리카     | 히라카와 테츠오   | 야마자키 코코                  | 미야시타 쿄카, 키야마 마사아키, 왕웨이칭                               | 고토 아리히로, 마루야마 쇼코, 코지마 에리, 스기노 노부코                                                       | 사코에 사라              | 3월 8일         |
| 제10화 | 二匹の従魔はチートが過ぎる 두 마리의 사역마는 치트가 지나치다 | 안도 에리카     | 오카모토 야스토모 | 오카모토 야스토모              | 니시다 미야코, 미야시타 쿄카                                           | 미야치 사토코, 왕웨이칭, 하루카와 아야코, 카와모토 마리코, 노죠 미치유키, 키비단고 14호, 니시다 미야코, 陳韋寧 | 사코에 사라              | 3월 15일        |
| 제11화 | f商売は御婦人の為に 장사는 부인들을 위해                      | 무라코시 시게루 | 이토 유키         | 이토 유키                      | 카메타니 쿄코, 이마오카 히로시                                         | 나카쿠마 타이치, 소우자키 노부요시, 칸베 히로유키, 고토 아리히로, 카메타니 쿄코, 사와이 마키, 이마오카 히로시  | 오오츠 나오              | 3월 22일        |
| 제12화 | 冒険は食の数ほど 모험은 식사의 숫자만큼                       | 요코테 미치코   | 마츠다 키요시     | 마츠다 키요시                  | 미야시타 쿄카                                                          | 소우자키 노부요시, 미야치 사토코, 하루카와 아야코, 요시무라 후유히코, 노죠 미치유키                            | 오오츠 나오, 사코에 사라 | 3월 29일        |

### 내용주
1. ↑  とんでもスキルで異世界放浪メシ 돈데모 스키루데 이세카이 호로 메시[*]

### 참조주
1. ↑  tonsuki_anime (2023년 10월 29일). “とんでもスキルで異世界放浪メシ第2期制作決定” (트윗). 2023년 10월 29일에 확인함.